# Classe Incheon
A Classe Incheon é uma classe de fragatas da Marinha da Coreia do Sul, construída pela Hanjin Heavy Industries. O primeiro navio foi lançado em 29 de abril de 2011, e irá substituir, junto com outros 18 a 24 navios da mesma classe a frota de corvetas da classe Pohang e as fragatas da classe Ulsan, além de assumir as operações multi-função como patrulha costeira, apoio ao transporte e guerra anti-submarino.

## Navios na classe
| Nº na amurada | Nome     | Estaleiro                   | Lançado                | Estado        |
| ------------- | -------- | --------------------------- | ---------------------- | ------------- |
| FFG-811       | Incheon  | Hyundai Heavy Industries    | 29 de abril de 2011    | Em atividade  |
| FFG-812       | Gyeonggi | Hyundai Heavy Industries    | 18 de julho de 2013    | Em atividade  |
| FFG-813       | Jeonbuk  | Hyundai Heavy Industries    | 13 de novembro de 2013 | Em atividade  |
| FFG-815       | Gangwon  | STX Offshore & Shipbuilding | 12 de agosto de 2014   | Lançado       |
| FFG-816       | Chungbuk | STX Offshore & Shipbuilding | 23 de outubro de 2014  | Lançado       |
| FFG-817       | N/D      | STX Offshore & Shipbuilding | 2015 (previsão)        | Em construção |